# Andreas Peschcke Køedt
Andreas Peschcke Matthiesen Køedt (født 22. september 1845 i Flensborg, død 10. maj 1929) var en dansk erhvervsmand, politiker og forfatter.
Køedt var født i Flensborg 22. september 1845 som søn af skibsfører Matthias Matthiessen Køedt og Anna Marie f. Peschcke. Efter at have arbejdet først på handelskontorer i Flensborg og Manchester og senere som rejsende stiftede han 1875 sammen med en skolekammerat, P.A. Paulsen, firmaet Paulsen, Køedt & Co. i Manchester og nogle måneder efter sammen med Paulsen og N. Hilligsøe firmaet Hilligsøe, Køedt & Co. i København. Firmaerne drev en betydelig manufakturhandel en gros og en detail (varehuset «Messen», der lå på Købmagergade 42) og blev senere suppleret med en gardinfabrik og et dampvæveri.
Under særlig påvirkning af sine indtryk i England nærede Køedt tidligt en levende interesse for offentlige forhold, navnlig for told- og handelspolitiske spørgsmål. Som første resultat af sine studier i denne retning udgav han 1887 et skrift, Tolden og Tiderne, hvori han dels tog ordet for absolut frihandel, dels anbefaler oprettelsen af en frihavn (hvilket også senere blev til virkelighed, i 1894). Sine anskuelser forfægtede han senere i en række småskrifter og bladartikler og som taler på adskillige agitationsmøder. Hans skrifters fortrin og fejl hænger nøje sammen med det agitatoriske formål. De er skrevet med talent, og formen er livlig, frisk og klar, men de er ensidige i deres løsning af problemerne, og forfatteren kommer ofte for let over vanskeligheder, der frembyder sig ved en mere alsidig fordybelse i spørgsmålene. 1887 var Køedt medstifter af Toldreformforeningen, hvis formandsplads han indtog fra stiftelsen til 1891. I øvrigt har hans nationaløkonomiske interesse ikke indskrænket sig til toldspørgsmålene. 1893 udgav han et populært skrift, Guld og Sølv, hvori der er nedlagt et betydeligt studium, og som deler hans øvrige arbejders stilistiske fortrin.
I april 1895 valgtes han af Slagelsekredsen ind i Folketinget, hvor han sluttede sig til Venstre og sad indtil 1901. Han blev æresmedlem af Cobdon-Klubben i London 1890. Køedt var gift med Elisabeth Ellen f. Duval, datter af portrætmaler Duval i Manchester. Sønnen Matthias Peschcke Køedt blev maler.